# Chiesa del Buon Pastore (Podhradí)
La chiesa del Buon Pastore (in ceco kostel Dobrého Pastýře) è un luogo di culto evangelico a Podhradí, Distretto di Cheb nella Regione di Karlovy Vary, Repubblica Ceca. Si tratta della chiesa evangelica più antica della zona, costruita negli anni tra il 1470 e il 1490 in stile tardo gotico dalla famiglia Zedwitz e in seguito ricostruita in stile barocco.

## Storia

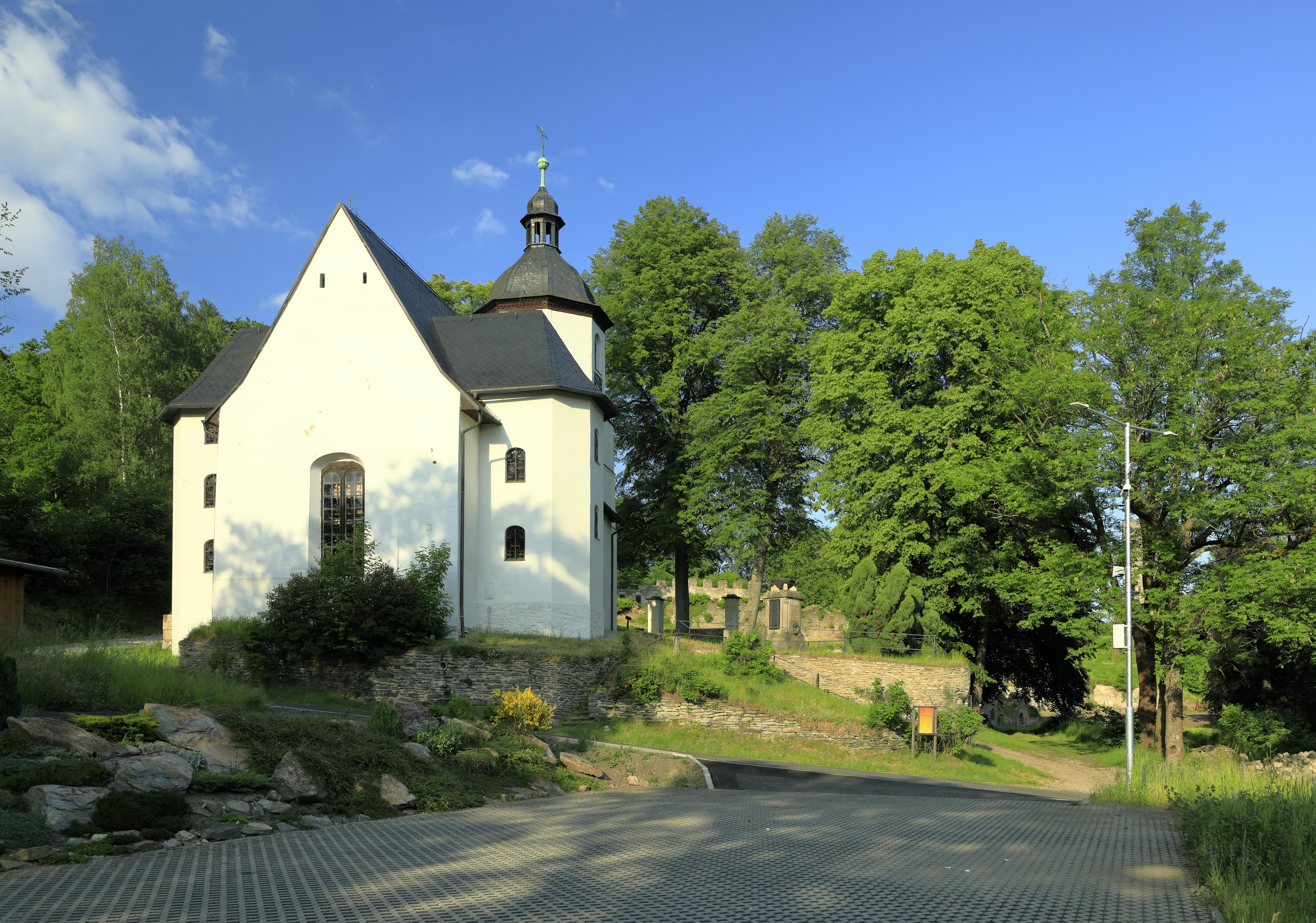
Chiesa del Buon Pastore vista anteriormente

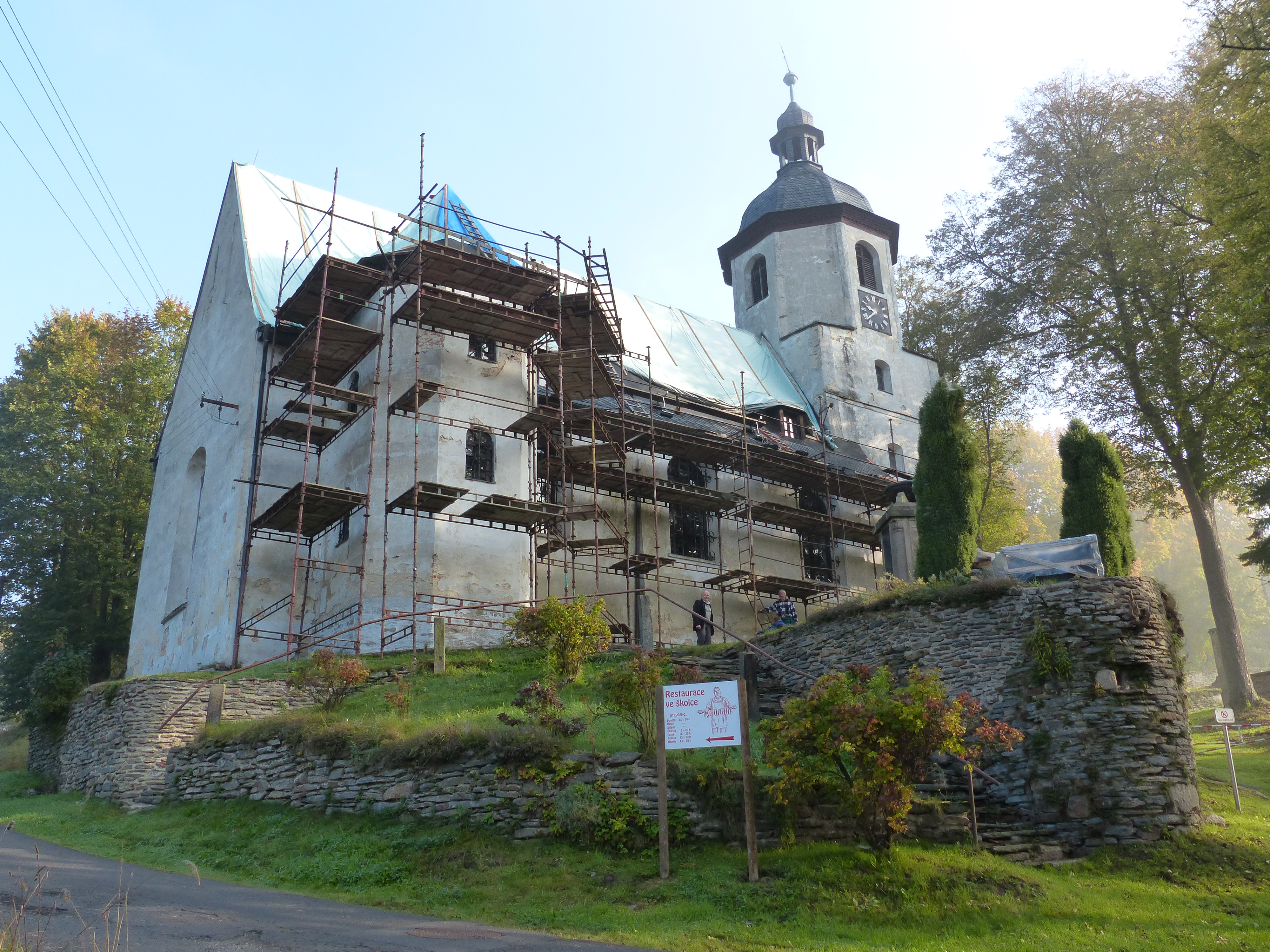
Chiesa del Buon Pastore durante i lavori di restauro del 2014

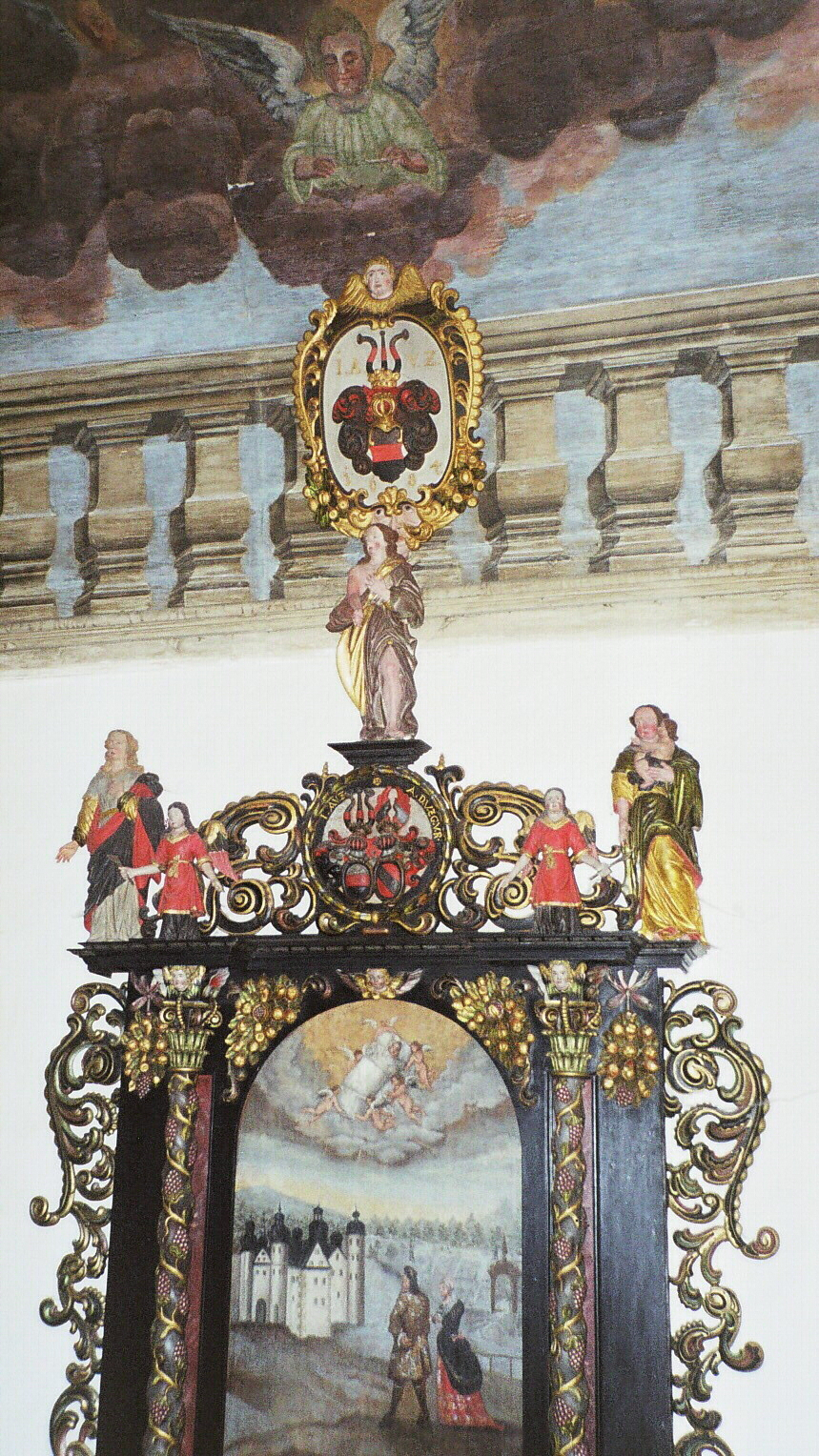
Dipinto conservato nella chiesa e risalente al 1682 con la raffigurazione di un castello con torri angolari identificato con il castello di Kopaniny

Originariamente la chiesa tardo gotica venne costruita dalla famiglia Zedwitz nella seconda metà del XV secolo. La famiglia si convertì alla fede evangelica nel XVI secolo e decise la sua ricostruzione nella seconda metà del XVIII secolo secondo lo stile barocco del tempo e questo per la necessità di un tempio di maggiori dimensioni e per il desiderio di dare alla chiesa un aspetto nuovo e più elegante. Intanto la torre campanaria era stata modificata tra gli anni 1677 e 1699 e nel 1696 accanto alla chiesa era stato sistemato il cimitero, in seguito chiuso.

## Descrizione

### Esterni
La chiesa si trova a Podhradí nella Regione di Karlovy Vary, Repubblica Ceca. La facciata a capanna è semplice e risale al momento della sua ricostruzione nel XVIII secolo mentre la bella torre campanaria è la parte più antica della struttura, con base di forma quadrata che ai piani più alti si trasforma in ottagonale. La copertura della torre è una cupola a cipolla.

### Interni
La navata interna è unica, rettangolare e col soffitto alto. Su ogni lato della sala ci sono piccole cappelle. Tutti gli interni, come l'altare, i banchi, le colonne che sostengono i singoli piani della navata, il pulpito e la volta del soffitto, sono completamente realizzati in legno e costruiti senza chiodi. chiodo. Le incisioni sono opera dello scultore Johann Zeitler della vicina Doubrava. I dipinti sono opera di Rodius von Föslau realizzati nel 1711. Una delle opere più interessanti anche storicamente nella sala è l'immagine di un castello presente nella parte bassa di un dipinto. Si ritiene che questo rappresenti la più antica testimonianza sopravvissuta del castello di Kopaniny, anche se sfortunatamente questo castello col tempo è caduto in rovine. Nella navata si conservano tre lapidi in granito della famiglia Zedwitz.

### Monumento culturale della Repubblica Ceca
La tutela dei monumenti della Repubblica Ceca considera la chiesa del Buon Pastore a Podhradí un monumento culturale tutelato col numero di catalogo 1000128403.